# Time fades away (lied van Neil Young)
Time fades away is een lied dat werd geschreven door Neil Young. Hij bracht het in 1973 uit op een single met The last trip to Tulsa op de B-kant. Hetzelfde jaar verscheen het ook als openingsnummer op zijn gelijknamige album, een livealbum waarop hij allerlei nog niet eerder uitgebracht materiaal plaatste. De single belandde op nummer 108 van de algemene Billboard-hitlijst.

## Tekst, muziek en achtergrond
Het is een pakkend folkrocknummer met een pianomelodie uit de barrelhousestijl. De boodschap van het lied is om niet te laat te komen omdat de tijd van ons wegkwijnt. Deze zin komt gedurende het lied telkens weer terug.
Als diepere betekenis is het een protestlied tegen de stand van zaken in de Amerikaanse samenleving en, zoals vaker in die tijd, tegen de toenmalige president Richard Nixon; een jaar eerder had Young ook al een protestlied tijdens diens verkiezingscampagne uitgebracht, War song (1972), ter ondersteuning van Nixons tegenkandidaat McGovern. Terwijl die single nog kort in de Noord-Amerikaanse hitlijsten stond, flopte deze geheel.

## Covers
Ondanks het specifieke thema werd het lied enkele malen gecoverd. Voorbeelden die op muziekalbums verschenen zijn van Steve Wynn (This note's for you too! - A tribute to Neil Young, 1999) en Mars Arizona (Hello cruel world, 2008).